# Värdetabell
Värdetabell är en tabell, där specificerade värden för en funktion är beräknade. Den är ett viktigt verktyg i kartläggning av en funktions egenskaper, till exempel rita funktionens graf, hitta dess nollställen, max- och min-värden och för att beräkna gränsvärden.
Tabellen består av minst två rader eller kolumner, där det i den ena skrivs den oberoende variabelns värde (ofta x) och i den andra den beroende (ofta y eller symboliskt f(x)). Ibland finns även en fler kolumner för mellanliggande uträkningar.
Värdetabellen är utgångspunkt för att rita upp en graf på ett givet intervall, för såväl manuellt ritade funktionsgrafer, som för grafritande miniräknare och datorprogram (till exempel Matlab och Excel).

## Exempel

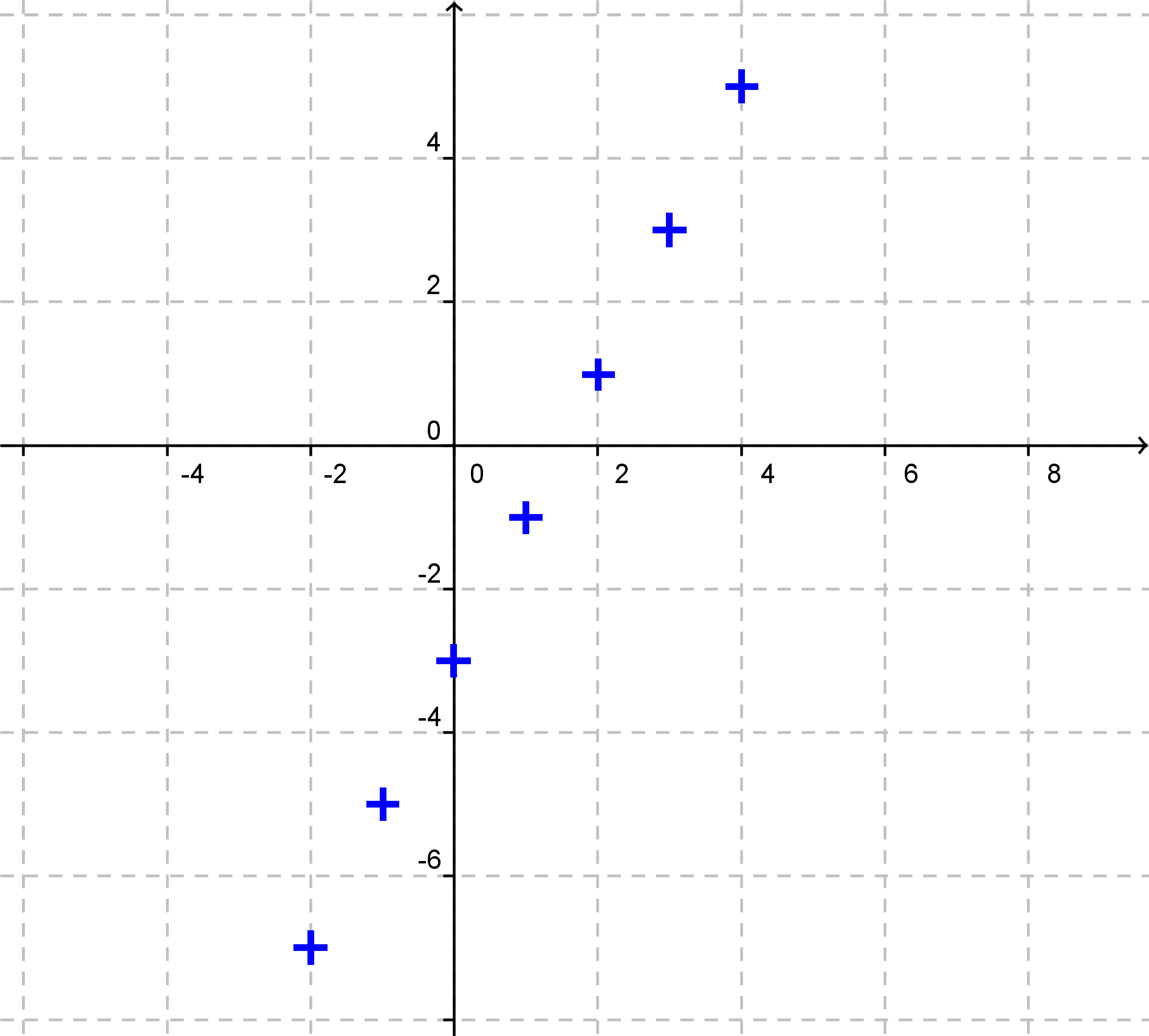
Funktionsgraf

Exempel 1: Uppgiften är att rita en graf till räta linjen y = 2x - 3.
Man gör ett medvetet val att undersöka alla heltalsvärden för -2 ≤ x ≤ 4 . 
| x  | y = 2x - 3 |
| -- | ---------- |
| -2 | -7         |
| -1 | -5         |
| 0  | -3         |
| 1  | -1         |
| 2  | 1          |
| 3  | 3          |
| 4  | 5          |

Tabellen kan nu användas för att rita upp en graf för funktionen.
Exempel 2: Uppgiften är att beräkna gränsvärdet till funktionen y = (x2-4)/(x - 2) för x → 2.
Man gör en tabell för x i närheten av 2.
| x     | y = (x2-4)/(x - 2) |
| ----- | ------------------ |
| 1,9   | 3,9                |
| 1,99  | 3,99               |
| 1,999 | 3,999              |
| 2,1   | 4,1                |
| 2,01  | 4,01               |
| 2,001 | 4,001              |

Vi kan med hjälp av tabellen göra rimligt att gränsvärdet är 4.